# Clematis clitorioides
Clematis clitorioides är en ranunkelväxtart som beskrevs av Dc.. Clematis clitorioides ingår i släktet klematisar, och familjen ranunkelväxter. Inga underarter finns listade i Catalogue of Life.